# Amilcare Ponchielli
Amilcare Ponchielli (udtales Ponkielli) (født 31. august 1834 i Paderno Fasolaro ved Cremona, død 16. januar eller 17. januar 1886 i Milano) var en italiensk komponist, musikpædagog og organist.
Ponchielli studerede i Milano og debuterede 1856 i Cremona med operaen I promessi sposi efter den historiske roman fra 1827 af samme navn af Alessandro Manzoni. Den fulgtes af en lang række operaer, som i reglen gjorde stor lykke hos hans landsmænd, medens kun en enkelt, ''Gioconda'', er trængt igennem andetsteds. I 1882 skrev Ponchielli sin bekendte Garibaldi-hymne.